# Duži (Republika Serbska)
Duži (cyr. Дужи) – wieś w Bośni i Hercegowinie, w Republice Serbskiej, w mieście Trebinje. W 2013 roku liczyła 19 mieszkańców.